# Vrginmost
Vrginmost (1996 és 2012 között Gvozd) falu Horvátországban, Sziszek-Monoszló megyében. Gvozd község központi települése.

## Fekvése
Sziszektől légvonalban 42, közúton 55 km-re délnyugatra, Károlyvárostól légvonalban 28, közúton 42 km-re délkeletre, az úgynevezett Báni végvidéken, a Petrova gora (régi neve Gvozd) hegység északkeleti lábánál fekszik.

## Története
Területe már a történelem előtti időben is lakott volt. Ezt igazolja a Bulatsko brdo magaslaton található település maradványai, melyet általában ókori eredetűnek tartanak. Vrginmost a térség többi településéhez hasonlóan újabb alapítású, csak a 17. század vége felé (valószínűleg 1688-ban) keletkezett. A névadó Vrga család ekkor települt le a Velika Trepča patak mentén, ahol aztán hidat is épített. Erről a hídról illették később az itt fekvő települést a „kod Vrgina mosta“ (azaz Vrga hídjánál) jelzővel. A név 1812-ben Vergin-most, 1835-ben Verginmoszt alakban tűnik fel.
Kedvező földrajzi fekvésének köszönhetően Vrginmost a vidék adminisztratív és gazdasági központjává vált. Amikor a 18. század közepén megalakult a Glina központú első báni ezred, 1749-től Vrginmost az ezred egyik századparancsnokságának székhelye lett. A településen iskola is működött. 1850-ben 30 ház állt a településen 341 lakossal. A határőrvidék átszervezése után 1872-ben a katonai közigazgatás megszüntetéséig Vrginmost járási központ lett. A hozzá tartozó települések Brnjavac, Ostrožin, Pješćanica, Podgorje, Dolnji Sjeničak, Gornji Sjeničak, Slavskopolje és Vrginmost voltak. A településnek 1857-ben 341, 1910-ben 707 lakosa volt.
Fejlődésében sokat jelentett a Sziszek-Vrginmost vasútvonal 1901-es, majd a Vrginmost-Károlyváros vasútvonal 1905-ös megépülése. 1918-ban az új szerb-horvát-szlovén állam, majd később Jugoszlávia része lett. A második világháború idején olasz csapatokat szállásoltak el a településen, melynek szerb többségű lakossága nagyrészt elmenekült, de sokakat meggyilkoltak, elhurcoltak, mások pedig partizánnak álltak. A glinai mészárlás során mintegy ezer, a község területéről elhurcolt szerbet gyilkoltak le. 1942. szeptember 12-ről 13-ra virradó éjszaka az ellenséges erők teljesen lerombolták a települést. A partizánok a Bihácsi hadművelet során még 1942-ben visszafoglalták.
A háború után megindult az újjáépítés. Vrginmoston községháza, orvosi és állatorvosi rendelő, alapiskola, posta, termelőszövetkezeti és erdészeti központ, bolt, több iparosműhely, fa- és textilipari üzem létesült. A délszláv háború idején szerb lakossága a jugoszláv és szerb erőket támogatta. A horvát hadsereg a Vihar hadművelet keretében 1995. augusztus 7-én foglalta vissza települést. A szerb lakosság elmenekült, de később sokan visszatértek és a szerb lakosság ismét többségbe került. A községnek 2011-ben 1095 lakosa volt, akik főként mezőgazdasággal és állattartással foglalkoztak.

## Népesség
| Lakosság változása | Lakosság változása | Lakosság változása | Lakosság változása | Lakosság változása | Lakosság változása | Lakosság változása | Lakosság változása | Lakosság változása | Lakosság változása | Lakosság változása | Lakosság változása | Lakosság változása | Lakosság változása | Lakosság változása | Lakosság változása |
| ------------------ | ------------------ | ------------------ | ------------------ | ------------------ | ------------------ | ------------------ | ------------------ | ------------------ | ------------------ | ------------------ | ------------------ | ------------------ | ------------------ | ------------------ | ------------------ |
| 1857               | 1869               | 1880               | 1890               | 1900               | 1910               | 1921               | 1931               | 1948               | 1953               | 1961               | 1971               | 1981               | 1991               | 2001               | 2011               |
| 341                | 380                | 368                | 447                | 460                | 707                | 451                | 765                | 733                | 465                | 840                | 1.068              | 1.403              | 1.570              | 1.303              | 1.095              |

(1931-ben és 1948-ban Crevarska Strana lakosságát is ide számították.)

## Nevezetességei
- Szent Illés próféta tiszteletére szentelt szerb pravoszláv parochiális temploma 1773-ban épült. A II. világháború során az usztasa erők lerombolták. 1995-ig folyamatban volt az újjáépítése, melyet a háborús események megakadályoztak. A parókiához Vrginmost és Pješćenica települések tartoztak.
- Szent Péter és Pál apostolok tiszteletére szentelt római katolikus plébániatemploma 2008-ban épült. Felszentelése 2009 november 22-én történt.
- A Petrova gorán található az utolsó horvát király Svačić Péter emlékműve, tulajdonképpeni jelképes sírja.
- Történelem előtti település maradványai a Bulatsko brdo hegyen
- Középkori várhely a Gradina magaslaton

## Gazdaság
A lakosság főbb megélhetési forrása a mezőgazdaság és az állattenyésztés, kisebb mértékben a kereskedelem és a kézművesség.

## Kultúra
- A község kulturális rendezvénye a “Đedova kosidba” esemény, mely a Banija és a Kordun régi hagyományait, népviseletét, szokásait próbálja feleleveníteni, illetve az itteni emberek életét bemutatni. Az első rendezvényt 2010-ben tartották a községi önkormányzat és az SKD “Prosvjeta” egyesület rendezésében. A rendezvényen a szomszédos térségek is bemutatják szokásaikat. Egyik legnagyobb érdeklődésre számot tartó része a kaszásverseny, melyen a települések kaszásai mérik össze ügyességüket és gyorsaságukat.
- A ”Prosvjeta” Szerb Kulturális Egyesületet 1944. november 18-án alapították Glinán a horvátországi szerb kultúra megőrzésére és ápolására. Ma mintegy 50 alapszervezete működik. Ezek közül az egyik a 2005. január 22-én alapított vrginmosti alapszervezet, mely 60 tagot számlál. A folklórcsoporton kívül női és férfi énekkara is működik.
- A községi könyvtárat és olvasótermet 1998-ban alapították. A könyvtári funkción kívül kulturális rendezvények, társasági összejövetelek megtartására is szolgál.

## Oktatás
A község „Boro Mrkobrada“ alapiskolája 1976-ban épült. Elődje még a katonai közigazgatás idejében létesült a vrginmosti vasútállomás közelében. Az iskolába és területi iskoláiba mintegy 750 tanuló járt. Területi iskolák működtek Perna, Bović, Slavsko Polje, Stipan és Pješčanica településeken. Négyosztályos tagozatok működtek öt településen, Crevarska Stranán, Blatušán, Felső Csemernicén, Čremušnicán és Dugo Selo Lasinjskon. A délszláv háború után az iskolát megújították, neve pedig Gvozdra változott. Ma 135 tanuló jár ide, 67-en az alsó, 68-an az első tagozatra Vrginmostról és a környék falvaiból. Az iskolában angol és német nyelvi képzés mellett informatikai képzés is folyik.

## Egyesületek
- A községi önkéntes tűzoltóegyletet 2002-ben alapították, ma mintegy 20 tagot számlál. Rendszeresen gyakorlatoznak és állandó készenlétben vannak.
- Gvozd község antifasiszta harcosainak egyesülete 71 tagot számlál, a legidősebb 86 éves. Legfőbb tevékenysége a háborús emlékművek fenntartása és megemlékezések rendezése.
- A honvédő háború veteránjainak egyesülete 1998. augusztus 9-én alakult. 37 tagot számlál, központja Vrginmoston van.

## Sport
Az NK Gvozd labdarúgóklub Vrginmoston működik, senior és junior szakosztályai vannak. Ma a megyei harmadosztályban szerepel.